# Kasavanahalli, Holalkere
Kasavanahalli là một làng thuộc tehsil Holalkere, huyện Chitradurga, bang Karnataka, Ấn Độ.